# Saidpur flygplats
Saidpur flygplats är en flygplats i Bangladesh. Den ligger i den nordvästra delen av landet, 270 km nordväst om huvudstaden Dhaka. Saidpur flygplats ligger 38 meter över havet.
Terrängen runt Saidpur flygplats är mycket platt. Runt Saidpur flygplats är det mycket tätbefolkat, med 1 692 invånare per kvadratkilometer.. Närmaste större samhälle är Saidpur, 2,7 km nordväst om Saidpur flygplats.
Trakten runt Saidpur flygplats består till största delen av jordbruksmark.